# Carlos Oliver Schneider
Pour les articles homonymes, voir Olivier Schneider.
Carlos Oliver Schneider (1899–1949) est un écrivain et scientifique uruguayen.
Il était un éminent scientifique au Chili,.
Il a vécu dans la ville de Concepción, où il a travaillé au Musée d'Histoire Naturelle. 

## Œuvres
- Contribución a la arqueología chilena : descripción de una figura lítica antropomorfa (1926).
- Las investigaciones de antropo-arqueo-etnología en Chile (1934).
- Catálogo de los peces marinos del litoral de Concepción y Arauco (1943).
- Libro de oro de la historia de Concepción (1950).